# Лау Чинвань
Лау Чинвань (иер. трад. 劉青雲, упр. 刘青云, йель: Lau4 Cing1-wan4, кант.-рус.: Лау Чхинвань, пиньинь: Líu Qīngyún; род. 16 февраля 1964 года в Гонконге), также известен под «европеизированным» именем Шон Лау (англ. Sean Lau) — гонконгский теле- и киноактёр, обладатель ряда призов в категории «Лучшая мужская роль».

## Биография и карьера
Лау Чинвань родился в Гонконге 16 февраля 1964 года в семье выходцев из уезда Саньшуй южнокитайской провинции Гуандун.
В 1983 году будущий актёр поступил на курсы актёрского мастерства, организованные телекомпанией TVB, в том же году начиная работать в эпизодических ролях её телесериалов. Первые значимые роли в его телекарьере можно отнести к 1987 году, когда Лау сыграл в сериалах «Чингисхан» и «Большой Канал» соответственно роли Чилауна (одного из командиров личной гвардии Чингисхана) и Ли Шиминя, будущего фактического основателя и наиболее значимого императора династии Тан Тай-цзуна. Пика популярности на телевидении молодой актёр достигает в «бизнес»-сериале The Greed of Man (1992); игравшая в том же сериале романтическую партнершу героя Лау Чинваня «Мисс Гонконг 1991» Эми Квок в 1998 году становится его женой.
Помимо сериалов TVB, Лау в 1991 и 2000 годах снимается в сериалах второй крупнейшей телекомпании Гонконга ATV, а также с 1986 года пробует силы в кино, в частности, сыграв небольшую роль в «Полицейской истории 2» Джеки Чана. Становясь одним из очень немногих гонконгских актёров, начавших свою исполнительскую карьеру в телесериалах и успешно переквалифицировавшихся в кинематографисты, Лау Чинвань достигает собственного успеха с 1993—1994 годов. Наиболее известным из ранних фильмов этого периода является удостоенная ряда призов романтическая драмедия C'est la vie, mon chéri (1993), где он партнерствовал с Анитой Юэнь и сыграл главную роль разочарованного в современной музыкальной индустрии музыканта Лама по прозвищу «Кит», принесшую самому актёру первую в его карьере номинацию в категории «Лучшая мужская роль».
Обладая относительно отрицательной по китайским традициям внешностью (с грубоватыми чертами лица и темной кожей — деталью, которая обыгрывается режиссёрами во многих фильмах с его участием), Лау Чинвань, тем не менее, играет различные по характеру роли в фильмах разных жанров (от полицейских триллеров до романтики и комедии), считаясь с середины 1990-х годов одним из лучших гонконгских актёров своего поколения, универсальность, харизма и качество исполнительской работы которого неоднократно подчёркивались критиками даже в фильмах, посредственных, по их мнению, в большинстве или всех других аспектах.

## Фильмография
В фильмографии Лау Чинваня, считая телесериалы, кинофильмы и работы озвучивания и дубляжа, насчитывается около 120 работ.

### Телесериалы
Сериалы телекомпании TVB
| Год  | Китайское название | Транскрипция                        | Английское название                | Русское название                      | Роль               |
| ---- | ------------------ | ----------------------------------- | ---------------------------------- | ------------------------------------- | ------------------ |
| 1983 | 夾心人             | Haap sam jan                        | Sandwiches / The Man in the Middle | Люди-сэндвичи                         |                    |
| 1983 | 警花出更           | Ting bat dou dik syut waa / Sau jyu | Woman on the Beat                  |                                       |                    |
| 1984 | 天師執位           | Tin si zap wai                      | The Fearless Duo                   | Двое бесстрашных                      |                    |
| 1984 | 畫出彩虹           | Waak ceot coi hung                  | Rainbow Round My Shoulder          |                                       | Ло Какхань         |
| 1984 | 鹿鼎記             | Luk ding gei                        | The Duke of Mount Deer 1984        |                                       | Вань Яуфон         |
| 1984 | 新紮師兄           | San zaat si hing                    | Police Cadet '84                   |                                       | Нгай Фун / Фит Лоу |
| 1985 | 大香港             | Daai Hoeng Gong                     | The Battle Among the Clans         | Борьба кланов / букв. Великий Гонконг | Лам Чоу            |
| 1987 | 成吉思汗           | Chéngjísīhàn / Cinggatsihon         | Genghis Khan                       | Чингисхан                             | Чилаун             |
| 1987 | 大運河             | Daai wan ho                         | The Grand Canal                    | Большой Канал                         | Ли Шиминь          |
| 1988 | 太平天國           | Taai ping ting wok                  | Twilight of a Nation               |                                       | Сяо Чаогуй         |
| 1990 | 人在邊緣           | Jan zoi bin jyun                    | The Challenge of Life              |                                       | Лау Чикуон         |
| 1991 | 與郎共舞           | Jyu long gung mou                   | Heartbreak Blues                   |                                       | Чин Иньнам         |
| 1992 | 大时代             | Daai si doi                         | The Greed of Man                   |                                       | Фон Чиньбок        |

Сериалы телекомпании ATV
| Год  | Китайское название | Транскрипция                | Английское название | Русское название | Роли        |
| ---- | ------------------ | --------------------------- | ------------------- | ---------------- | ----------- |
| 1991 | 一代皇后大玉兒     | Jat doi wong hau dai juk ji |                     |                  | Абахай      |
| 2000 | 世紀之戰           | Sai gei zi zin              | Divine Retribution  |                  | Фон Саньхап |

### Кинофильмы
| Год  | Китайское название  | Транскрипция                        | Английское название       | Русское название      | Роли                    |
| ---- | ------------------- | ----------------------------------- | ------------------------- | --------------------- | ----------------------- |
| 1986 | 聽不到的說話 / 手語 | Ting bat dou dik syut waa / Sau jyu | Silent Love               |                       | Келли Мак / Мак Кэй     |
| 1988 | 我要逃亡            | Ngo jiu tou mong                    | Set Me Free!              |                       | Фа Фунвань              |
| 1988 | 警察故事續集        | Ging caat gu si zuk zaap            | Police Story 2            | Полицейская история 2 | полицейский в ресторане |
| 1989 | 鐵膽雄風            | Tit daam hung fung                  | Live Hard / Bestial force | Чук Чён               |                         |
| 1989 | 我要富貴            | Ngo jiu fu gwai                     | My Dear Son               |                       | Дай Со                  |

| Год  | Китайское название   | Транскрипция                                | Английское название                        | Русское название                                   | Роли                                         |
| ---- | -------------------- | ------------------------------------------- | ------------------------------------------ | -------------------------------------------------- | -------------------------------------------- |
| 1991 | 越青 / 一觸即發      | Jyut cing / Jat chuk zik faat               | The Roar of the Vietnamese                 |                                                    | Фань Вэньтин                                 |
| 1992 | 八月鬱金香           | Baat jyut wat gam hoeng- Tulips in August   | (букв. Запах августа)                      |                                                    |                                              |
| 1992 | 危險情人             | Ngai him cingjan                            | The Shootout                               | Перестрелка / На вылет                             | инспектор Лау                                |
| 1992 | 女校風雲之邪教入侵   | Neoi gaau fung wan zi ce gaau jap cam       | Angel Hunter                               | Ангел-охотник                                      | социальный работник Джек Чоу / Чау Манькит   |
| 1992 | 快樂按摩女郎         | Faai lok on mo neoi long                    | The Happy Massage Girls                    | Весёлые массажистки                                |                                              |
| 1993 | 七月十四             | Cap jyut sap si                             | Thou Shalt Not Swear                       | Не клянись (букв. «14-й день 7-го месяца»)         | полицейский Хун Минтак                       |
| 1993 | 新不了情             | San bat liu cing                            | C’est la vie, mon chéri                    | Такова жизнь, любимый                              | музыкант Лам «Кит»                           |
| 1993 | 現代豪俠傳           | Jin doi hou haap cyun                       | Heroic Trio 2: Executioners                | Героическое трио 2: Палачи                         | «охотник за головами» Так                    |
| 1993 | 香港也瘋狂           | Hoeng Gong jaa fung kwong                   | Crazy Hong Kong                            | Сумасшедший Гонконг / Наверное, боги сошли с ума 4 | Джонни, ассистент режиссёра                  |
| 1993 | 水浒传之英雄本色     | Seoi wu cyun zi jing hung bun sik           | All Men Are Brothers: Blood of the Leopard | Все мужчины — братья: Кровь леопарда               | ученик Лин Чуна Цю У                         |
| 1993 | 人生得意衰盡歡       | Jan saang dak ji seoi zeon fun              | Pink Bomb                                  |                                                    | Тик Нэйлоу / Даниэль                         |
| 1994 | 拆彈專家寶貝炸彈     | Caak daan zyun gaa bou bui zaa daan         | Bomb Disposal Officer: Baby Bomb           | Саперы: Младенец с бомбой                          | сапёр Питер Чань                             |
| 1994 | 神探磨轆             | San taam mo luk                             | I Wanna Be Your Man!!!                     | Я хочу быть твоим мужчиной!                        | полицейский Лук Чимо                         |
| 1994 | 新龍虎風雲           | San lung fu fung wan                        | The Most Wanted                            | Разыскиваемый (букв. «Новый „Город в огне“»)       | агент «под прикрытием» Лау Чиюнь / «Котёнок» |
| 1994 | 山雞變鳳凰           | Shānjī biàn fènghuáng/ Saangai bin fungwong | Don’t Shoot Me, I’m Just a Violinist!      | Не стреляйте в скрипача!                           | скрипач из КНР Мо Цзаши / «Моцарт»           |
| 1994 | 三個相愛的少年       | Saam go soeng oi di siu nin                 | Oh! My Three Guys                          |                                                    | Чин Юхой                                     |
| 1994 | 運財童子             | Wan coi tung zi                             | Beginner’s Luck                            |                                                    | Большой Мак / Марк                           |
| 1994 | 昨夜長風             | Zuó je coeng fung                           | Tears and Triumph                          |                                                    | Се Шивэнь                                    |
| 1994 | 醉生夢死 之 灣仔之虎 | Zeoi sang mung si zi Waan Zai zi fu         | The tragic fantasy: Tiger of Wanchai       | Фантазия смерти: Ваньчайский Тигр                  | Большой Ди                                   |
| 1994 | 新英雄本色           | San jing hung bun sik                       | Return to a Better Tomorrow                | Возвращение в светлое будущее                      | начинающий триадовец Чёй Тайха               |
| 1994 | 股瘋                 | Gu fung                                     | Shanghai Fever                             |                                                    | А Лёнь / Алан Там                            |
| 1994 | 正月十五之一生一世   | Zeng jyut sap ng zi jat saang jat si        | The Third Full Moon                        | Третья полная луна                                 | инспектор Лау                                |
| 1994 | 喂！搵邊位？         | Wai! Wan bin wai?                           | Hello! Who Is It?                          |                                                    | офицер полиции Ма Фай                        |
| 1994 | 播種情人             | Bo zung cing jan                            | I’ve Got You, Babe!!!                      |                                                    | Тань                                         |
| 1994 | 大富之家             | Daai fu zi gaa                              | It’s a Wonderful Life                      | Дом — полная чаша                                  | кузен Хау Чун                                |

| Год  | Китайское название         | Транскрипция                                        | Английское название          | Русское название                 | Роли                                  |
| ---- | -------------------------- | --------------------------------------------------- | ---------------------------- | -------------------------------- | ------------------------------------- |
| 1995 | 呆佬拜壽                   | Daai lou baai sau                                   | Only Fools Fall in Love      |                                  | Чиу Фук                               |
| 1995 | 新房客                     | San fong haak                                       | New Tenant                   | Новый жилец                      | Джо (камео)                           |
| 1995 | 富貴人間                   | Fu gwai jan gaan                                    | The World of Treasure        | Все сокровища мира               | Фун Чивань, исп. «танца льва» (камео) |
| 1995 | 海根                       | Hoi gan                                             | Sea Root                     | Морской корень                   | «Водяной Корень» Сёй Кань             |
| 1995 | 山水有相逢                 | Saan seoi jau soeng fung                            | The Golden Girls             | Золотые девушки                  | сценарист Чёнь Вай                    |
| 1995 | 追女仔95之綺夢             | Zeoi neoi zi 95 Zi ji mung                          | Romantic Dream               |                                  | механик Хун Чилун                     |
| 1995 | 無味神探                   | Mou mei san taam                                    | Loving You                   | Люблю тебя / Безвкусный детектив | инспектор Лау Чаньхой                 |
| 1995 | 終生大事                   | Zung saang daai si                                  | Once in a Life-Time          | Всего раз в жизни                | Тан Кэйонь                            |
| 1995 | 歡樂時光                   | Fun lok si gwong                                    | Happy Hour                   | Счастливый час                   | Чон Чань                              |
| 1995 | 整蠱王                     | Zing gu wong                                        | Tricky Business              |                                  | Коу Хин                               |
| 1995 | 不一樣的媽媽               | Bat jat joeng di de maamaa                          | Mother of a Different Kind   | Не обычная мать                  | суперинтердант Чён Хун                |
| 1995 | 流氓醫生                   | Lau maang ji saang                                  | Mack the Knife               |                                  | Чхиу                                  |
| 1996 | 攝氏32度                   | Sip si 32 dok                                       | Beyond Hypothermia           | Холодная кровь                   | продавец рамэна Лонг Шек              |
| 1996 | 色情男女                   | Sik cing naam neoi                                  | Viva Erotica                 | Вива эротика                     | И Тунсин                              |
| 1996 | 黑俠                       | Hak Hap                                             | Black Mask                   | Чёрная Маска                     | инспектор Сэк Тау / Рок               |
| 1996 | 摩登菩呢提                 | Módēng Bónetí                                       | Muto Bontie                  |                                  | Лам Чакчи                             |
| 1996 | 衝鋒隊 怒火街頭 / EU衝鋒隊 | Cung fung deoi: Nou fo gaai tau / EU cung fung deoi | Big Bullet / EU Strike Force | Шквальный огонь / Большая пуля   | сержант Чю Вапиу / Билл Чу            |
| 1996 | 大三元                     | Daai saam jyun                                      | Tristar                      |                                  | детектив Лау Чинфат                   |
| 1997 | 對不起，多謝你             | Deoi bat hei, do ze nei                             | My Dad Is a Jerk!            |                                  | Ли Лапчхён                            |
| 1997 | 高度戒備                   | Gou dou gaai bei                                    | Full Alert                   | Боевая тревога                   | старший инспектор полиции Пау Вайхун  |
| 1997 | 一個字頭的誕生             | Jat go zi tau di dan sang                           | Too Many Ways To Be No. 1    | Много способов быть первым       | Вон Акау                              |
| 1997 | 最後判決                   | Zeoi hau pun kyut                                   | Final Justice                | Последнее правосудие             | отец Ли Чихоу                         |
| 1997 | 十萬火急 / 烈火雄心119     | Sap maan fo gap / Lit fo hung sam 119               | Lifeline / Fireline          | Линия жизни / Огненный вихрь     | глава пожарной команды Яу Сёй         |
| 1998 | 暗花                       | Am faa                                              | The Longest Nite (1998)      | Самая долгая ночь                | Иу Тун / Лысый Тони                   |
| 1998 | 真心英雄                   | Zan sam jing hung                                   | A Hero Never Dies            | Герои не умирают                 | киллер Чау Ко / Мартин                |
| 1998 | 非常突然                   | Fei soeng dat jin                                   | Expect the Unexpected        | Будь готов к неожиданностям      | полицейский сержант Лэй Сам           |
| 1998 | 夜半無人屍語時             | Je bun mou jan si jyu si                            | Step Into the Dark           |                                  | доктор Кван Сам                       |
| 1999 | 暗戰                       | Am zin                                              | Running Out of Time          | Совсем мало времени              | детектив Хо Сёнсан                    |
| 1999 | 目露凶光                   | Muk lou hung gwong                                  | Victim                       | Жертва                           | работник типографии Мэнсон Ма         |
| 1999 | O記三合會檔案              | O gei saam gap kui dong on                          | The H.K. Triad               | Гонконгские триады               | ветеран-полицейский Хо                |
| 1999 | 再見阿郎                   | Zoi gin aa long                                     | Where a Good Man Goes        | Куда идти хорошему человеку      | экс-заключенный Чён Тунлон / Майкл    |

| Год  | Китайское название  | Транскрипция                                     | Английское название                 | Русское название                                                 | Роли                                      |
| ---- | ------------------- | ------------------------------------------------ | ----------------------------------- | ---------------------------------------------------------------- | ----------------------------------------- |
| 2001 | 暗戰2               | Am zin 2                                         | Running Out of Time 2               | Совсем мало времени 2                                            | детектив Хо Сёнсан                        |
| 2001 | 絕世好Bra           | Zyut sai hou Bra                                 | La Brassiere                        | Бюстгальтер                                                      | модельер Хун Цзянни / Джонни Хун          |
| 2001 | 與查理斯午餐        | Jyu Zaalei si ng caan                            | Lunch with Charles                  | букв. Обед с Чарли                                               | Тон                                       |
| 2002 | 絕世好B             | Zyut sai hou B                                   | Mighty Baby                         | Могучее дитя                                                     | модельер Хун Цзянни / Джонни Хун          |
| 2002 | 我左眼見到鬼        | Ngo zo ngaan gin dou gwai                        | My Left Eye Sees Ghosts             | Я вижу левым глазом привидений / Мой левый глаз видит привидения | Вон Киньвай (Кен Вон) / призрак           |
| 2002 | 嚦咕嚦咕新年財      | Likgu-likgu san nin coi                          | - Fat Choi Spirit / Mahjong Warrior | Дух рождества                                                    | мастер маджонга Чин Вань/Шон              |
| 2003 | 忘不了              | Mong bat liu                                     | Lost in Time                        | Забыть невозможно / Затерянные во времени                        | водитель маршрутки Дай Фай / Хейл         |
| 2003 | 恋上你的床          | Lyun soeng nei di cong                           | Good Times, Bed Times               | В постели и в радости                                            | судья Рэймонд Чау / Чау Винхин            |
| 2003 | 黑白森林            | Haak baak sam lam                                | Colour of the Truth                 | Цвет истины                                                      | полицейский «Севен-ап»                    |
| 2003 | 1:99電影行動        | 1:99 din jing hang dung                          | 1:99 Shorts                         | Короткометражки 1:99 (эпизод 1)                                  |                                           |
| 2003 | 愛在陽光下          | Ài zài yáng guāng xià / Ngoi zoi joeng gwong haa | Love Under the Sun                  |                                                                  |                                           |
| 2004 | 煎釀三寶            | Zin yeung saam bou                               | Three of a Kind                     | Три родственные души                                             | интерьер-дизайнер Фрэнки                  |
| 2004 | 身驕肉貴            | San giu juk gwai                                 | The Attractive One                  | Симпатяга                                                        | Вон Хинквай / Хьюго                       |
| 2004 | 窈窕淑女 / 絕世好賓 | Jiu diu suk neoi / Zyut sai hou ban              | Driving Miss Wealthy                | Шофёр мисс Богачки                                               | охранник Кит / «шофёр Марио»              |
| 2004 | 七年很癢            | Cat nin han joeng                                | Itchy Heart                         | Беспокойное сердце / Зуд седьмого года                           | Пунь Чимань                               |
| 2004 | 鬼馬狂想曲          | Gwai maa kwong soeng kuk                         | Fantasia                            | Фантазия                                                         | Майкл, шеф детективного агентства         |
| 2005 | 喜馬拉亞星          | Heimalaiah Sing                                  | Himalaya Singh                      | Гималайский Сингх                                                | дядя Паника                               |
| 2006 | 最愛女人購物狂      | Zeoi oi neoi jan gau mat kwong                   | The Shopaholics                     | Шопоголики                                                       | доктор Ли Каньян, «Придира»               |
| 2006 | 我要成名            | Ngo jiu sing ming                                | My Name Is Fame                     | Меня зовут «Знаменитость»                                        | актёр Пунь Кафай                          |
| 2007 | 神探                | San taam                                         | Mad Detective                       | Безумный следователь                                             | бывший полицейский детектив Чань Квайпань |
| 2009 | 竊聽風雲            | Sit ting fung wan                                | Overheard                           | Прослушка                                                        | инспектор Лён Чёньи / Джонни Лён          |
| 2009 | 再生號              |                                                  | Written By                          | Написанное / Рукопись                                            | адвокат Тони Тон                          |
| 2009 | 撲克王              | Pok haak wong / Pūkè wáng                        | Poker King                          | Король покера                                                    | управляющий казино Чёк Ят / «Уно»         |

| Год  | Китайское название | Транскрипция                               | Английское название                                       | Русское название                    | Роли                                   |
| ---- | ------------------ | ------------------------------------------ | --------------------------------------------------------- | ----------------------------------- | -------------------------------------- |
| 2010 | 通緝犯             | Tung Chap Faan                             |                                                           |                                     |                                        |
| 2011 | 奪命金             |                                            | Life Without Principle / Death of a Hostage               | Жизнь без принципов                 | «Трёхногий Барс»                       |
| 2011 | 竊聽風雲           | Sit ting fung wan 2                        | Overheard 2                                               | Прослушка 2                         | биржевой брокер Ло Маньсан / Мэнсон Ло |
| 2012 | 追凶               | Zeoi hung                                  | Fairy Tale Killer                                         | Сказочный убийца / Убийца из сказок | инспектор Вон Вайхонь                  |
| 2012 | 大魔術師           | Daai mo seot si                            | The Great Magician                                        | Великий фокусник                    | генерал Лэй Дайню («Задира Лэй»)       |
| 2012 | 消失的子弹         | Siu sat di zi daan / Xiāo shī de zǐ dan    | The Bullet Vanishes / Ghost Bullets / Disappeared Bullets | Пуля исчезает / Призрачные пули     | эксперт-криминалист Сун Дунлу          |
| 2013 | 逃出生天3D         | Tou ceot saang tin 3D                      | Inferno (2013)                                            |                                     |                                        |
| 2013 | 掃毒 / 變役        | Sou duk / Bin jik                          | The White Storm / Metamorphosis / The Cartel War          | Войны картелей                      | следователь Ма Хоутхинь                |
| 2014 | 窃听风云3          | Sit ting fung wan 3                        | Overheard 3                                               | Прослушка 3                         | Лук Камкён                             |
| 2015 | 暴瘋語             | Bou fung jyu                               | Insanity                                                  | Безумие                             |                                        |
| 2015 | 三城记             | Sān chéng jì                               | A Tale of Three Cities                                    | История о трёх городах              | Фан Даолун                             |
| 2015 | 消失的凶手         | Siu sat di hung sau / Xiāoshī de xiōngshǒu | The Vanished Murderer                                     | Исчезнувший убийца                  | Сун Дунлу                              |
| 2016 | 危城 / 危城殲霸    | Ngai sing                                  | The Deadly Reclaim / Call of Heroes                       | Зов героев                          | Ян Кэнань                              |
| 2016 | 惊天破             | Jīngtiān pò                                | Heartfall Arises                                          | Под тёмным небом                    | Кэлвин Че                              |
| 2017 | 毒。誡             | Deok. Gaai / Dú. Jiè                       | Dealer/Healer\|Dealer/Healer                              | Наркоугроза                         | Чань Ва                                |

| Год  | Китайское название | Транскрипция                       | Английское название         | Русское название   | Роли   |
| ---- | ------------------ | ---------------------------------- | --------------------------- | ------------------ | ------ |
| 2018 | 我的寵物是大象     |                                    | My Pet is an Elephant       | Мой питомец — слон | Ци Вэй |
| 2018 | 明日戰記           | Ming jat zin gei / Míng rì zhàn jì | Virtus / Warriors of Future | Воины будущего     |        |

### Озвучивание и дубляж художественных и анимационных фильмов
(как иностранных, так и китайского региона; во всех случаях — версии дубляжа или озвучивания на кантонском языке)
| Год  | Китайское название       | Транскрипция                                       | Английское название                                                | Русское название               | Роли                                      |
| ---- | ------------------------ | -------------------------------------------------- | ------------------------------------------------------------------ | ------------------------------ | ----------------------------------------- |
| 1994 | 記得香蕉成熟時II初戀情人 | Gei dak hoeng ziu cing suk si II: Co lyun cing jan | Over the Rainbow, Under the Skirt / Yesterday You, Yesterday Me II |                                | рассказчик                                |
| 1995 |                          |                                                    | Toy Story                                                          | История игрушек                | Базз Лайтер                               |
| 1997 | 記得香蕉成熟時           | Gei dak hoeng ziu cing suk si                      | Yesteryou, Yesterme, Yesterday / Yesterday You, Yesterday Me III   |                                | 32-летнее «Второе Я» Ён Сина / рассказчик |
| 1999 |                          |                                                    | Toy Story 2                                                        | История игрушек 2              | Базз Лайтер                               |
| 2002 | 黑俠 II                  | Hak Hap II                                         | Black Mask 2: City of Masks                                        |                                | Волк                                      |
| 2003 |                          |                                                    | Finding Nemo                                                       | В поисках Немо                 |                                           |
| 2006 |                          |                                                    | Garfield 2                                                         | Гарфилд 2                      |                                           |
| 2007 | 寶葫蘆的秘密             | Bǎo Hú Lú de mì mì                                 | The Secret of the Magic Gourd                                      | Тайна Волшебной Тыквы          | волшебная тыква Поу Улоу                  |
| 2009 |                          |                                                    | Garfield’s Pet Force                                               | Космический спецназ Гарфилда   |                                           |
| 2010 |                          |                                                    | Toy Story 3                                                        | История игрушек: Большой побег | Базз Лайтер                               |
| 2011 | 關雲長                   |                                                    | The Lost Bladesman                                                 | Пропавший мастер меча          |                                           |

## Номинации и награды

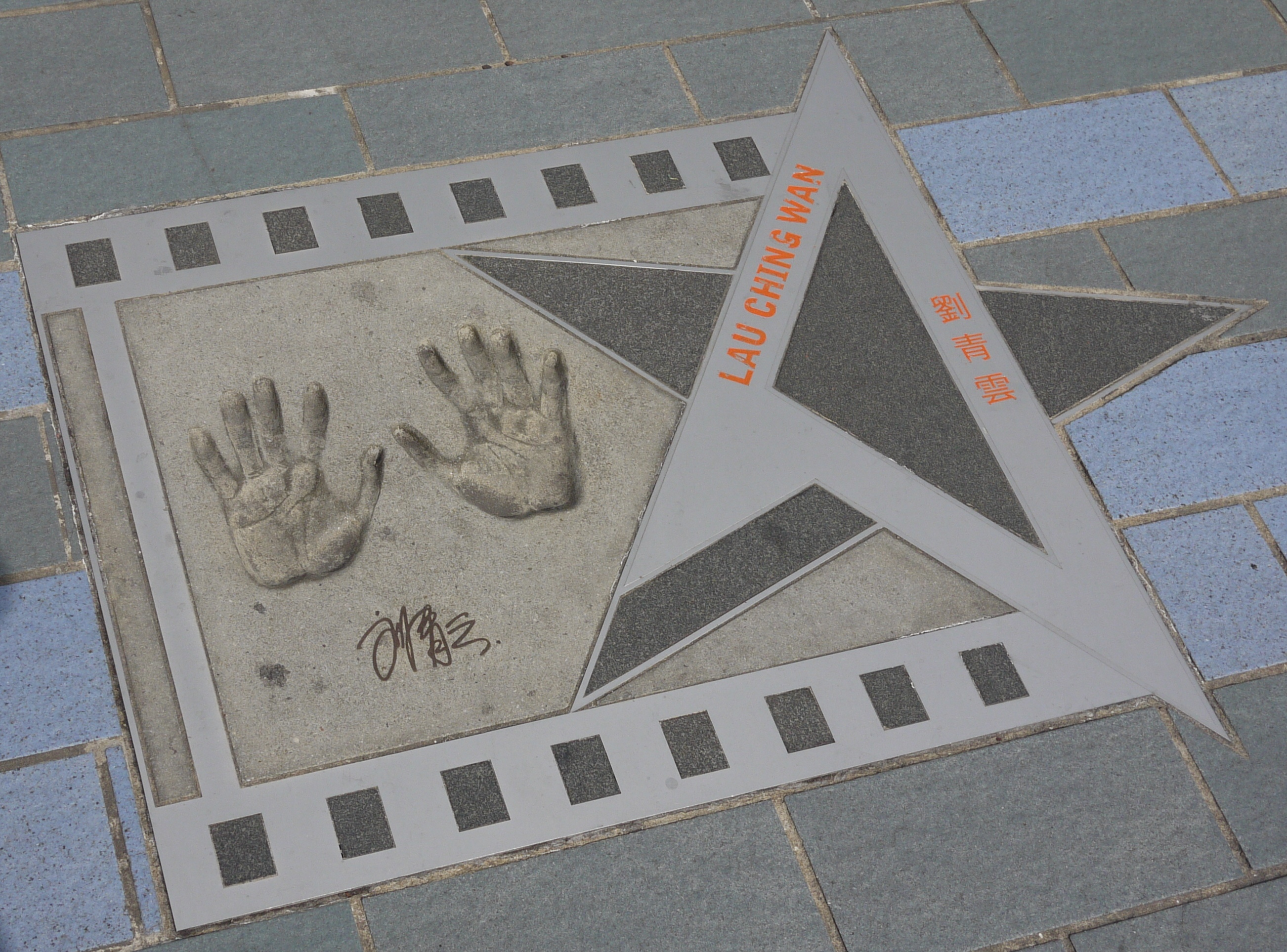
Звезда Лау Чинваня на аллее звёзд Гонконга в Чимсачёй

С 1994 по середину 2015 года Лау Чинвань стал обладателем, по крайней мере, 12 кинематографических премий и ещё 17 номинаций на премии китайского региона (Китай/Гонконг/Тайвань) — все в категории «Лучшая мужская роль»/«Лучший актёр», за исключением премии «Самому харизматичному актёру» от Hong Kong Society of Cinematographers.

### Hong Kong Film Awards
Номинации
- 1994 — за роли инспектора Хун Минтака в «Не клянись» и музыканта Кита в «Такова жизнь, любимый» (1993)[9]
- 1997 — за роль сержанта Билла Ху в фильме «Шквальный огонь» / «Большая пуля»?! (1996)[10]
- 1998 — за роль инспектора Пау Вайхуна в фильме «Боевая тревога»[англ.] (1997)[11]
- 1999 — за роль Лысого Тони в фильме «Самая долгая ночь»[англ.] (1998)[12]
- 2000 — за роль типографа Мэнсона Ма в фильме «Жертва»[англ.] (1999)[13]
- 2004 — за роль шофёра Дай Фая в фильме «Затерянные во времени»[англ.] (2003)[14]
- 2008 — за роль детектива Чань Квайпаня в фильме «Безумный следователь» (2007)[15]
- 2010 — за роль инспектора Джонни Лёна в фильме «Прослушка»[англ.] (2009)[16]
- 2012 — за роли «Трёхногого Барса» в фильме «Жизнь без принципов»[англ.] и брокера Ло Маньсана в фильме «Прослушка 2»[англ.] (2011)[17]
- 2013 — за роль криминалиста Сун Дунлу в фильме «Призрачные пули»[англ.] (2012)[18]
- 2014 — за роль следователя Ма Хоутхиня в фильме «Войны картелей» (2013)[19]
- 2015 — за роль в фильме «Безумие» (2015)[20]

Призы
- 2007 — за роль актёра Пунь Кафая в фильме «Меня зовут „Знаменитость“» (2006)

Несмотря на наличие у Лау других премий и высокой популярности с середины 1990-х годов, в ряде обзоров фильма высказывается идея, что прототипом персонажа стал сам Лау Чинвань, семикратно номинированный на приз HKFA до 2006 года, но впервые послучивший главную кинопремию Гонконга за эту ленту в 2007.
- 2015 — за роль Лук Камкёна в фильме «Прослушка 3» (2014)[20]

Помимо собственно кинематографических премий, Лау был два года подряд, в 2012 и 2013, отмечен спенпризом Гонконгской кинопремии для наиболее стильно одетой "звезды" из участников и гостей церемонии.

### ПризыHong Kong Film Critics Society Awards
- 1998 — за роль в фильме «Боевая тревога» (1997)
- 2002 — за роль модельера Джонни Хуна в фильме «Бюстгальтер»[англ.] (2001)
- 2012 — за роль в фильме «Жизнь без принципов» (2011)
- 2015 — за роль в фильме «Прослушка 3» (2014)

### Приз Hong Kong Film Directors Guild Awards
- 2015 — за роль в фильме «Прослушка 3» (2014)

### Премия Hong Kong Society of Cinematographers
- 2015 — премия в категории «Самый харизматичный актёр»

### Кинофестиваль «Golden Horse» (Тайвань)
- 1999 — номинация за роль в фильме «Жертва» (1999)[22]
- 2012 — приз за роль в фильме «Жизнь без принципов» (2011)[23]
- 2014 — номинация за роль в фильме «Войны картелей» (2013)

### Golden Bauhinia Awards
Номинация
- 2000 — за роль в фильме «Жертва» (1999)

Призы
- 2000 — за роль бывшего заключённого Майкла/Чён Тунлона в фильме «Куда идти хорошему человеку» (1999)
- 2007 — за роль в фильме «Меня зовут „Знаменитость“» (2006)

### Азиатско-тихоокеанский кинофестиваль
- 2012 — номинация за роль в фильме «Жизнь без принципов» (2011)

### Chinese Film Media Awards
- 2012 — приз за роль в фильме «Жизнь без принципов» (2011)[24]